# Демиглас
Демигла́с (фр. demi-glace) — один из основных соусов французской кухни. Он готовится из говяжьих костей, овощей (лук трёх видов: шалот, порей и репчатый, морковь, корень петрушки), лаврового листа, чёрного и душистого перца, а также красного вина.

## Рецепт

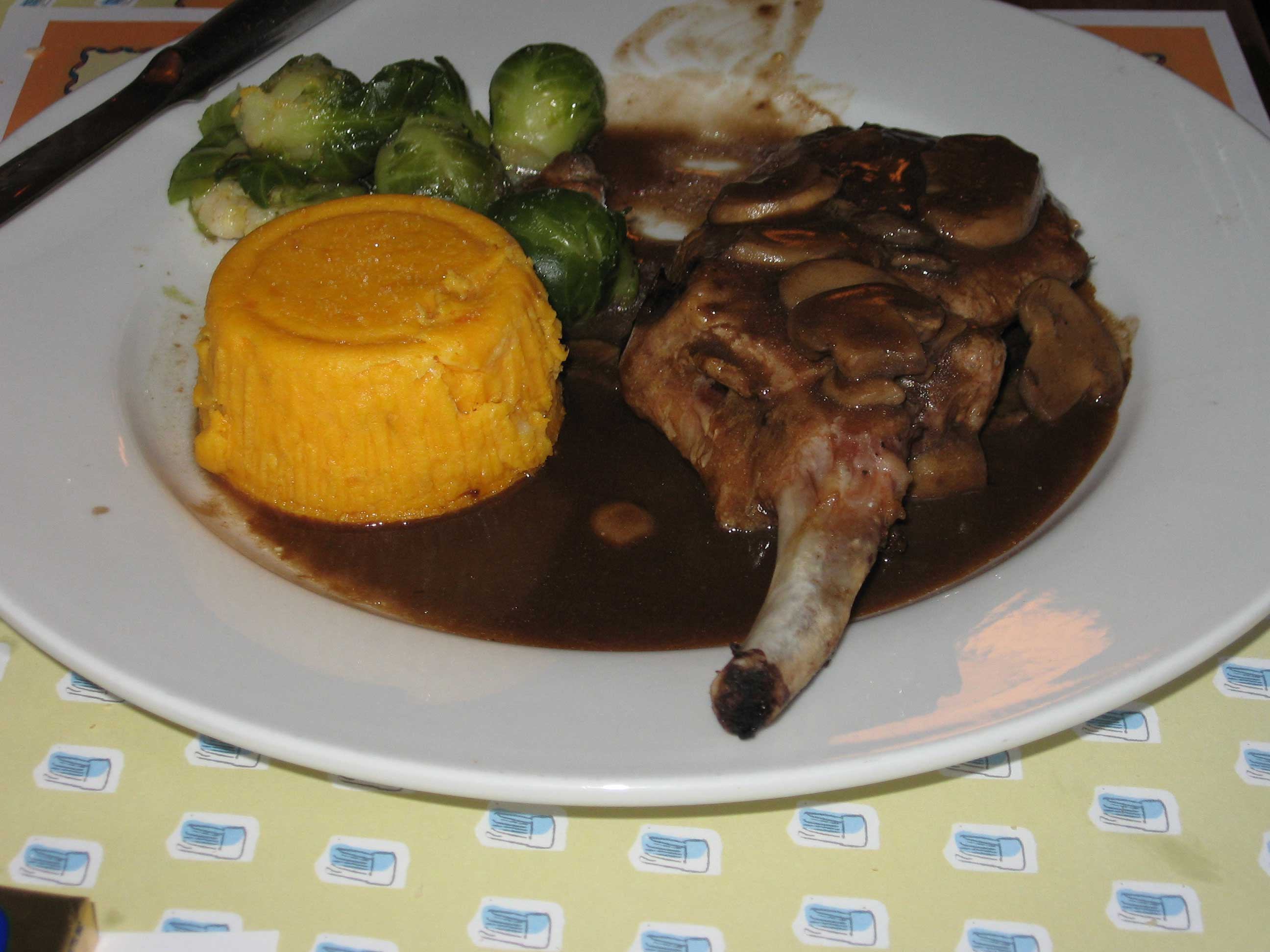
Свиная отбивная с грибами демиглас и картофельным пюре

Предварительно кости и овощи обжариваются до коричневого цвета, заливаются водой и варятся при очень слабом кипении 24—36 часов. Готовый демиглас процеживают и при необходимости дополнительно упаривают до нужной консистенции. Его приготовление в домашних условиях затруднительно, поэтому проще купить готовый сухой порошок, заменяющий жидкий демиглас.
Демиглас — основа для приготовления многих соусов[каких?].